# 黃良
黃良，清朝武官官員，本籍福建。行伍出身。

## 生平
黃良於1755年（乾隆20年）奉旨接替姚應夢，於台灣地區擔任台灣水師協副將。而隸屬台灣鎮之下的此官職是台灣清治時期中的這階段，全台灣的海防軍事層級最高武將，其統帥三標水營，數千名水師兵勇。